# 京都相撲
京都相撲（きょうとずもう）は江戸時代から大正時代まで存続した相撲の興行組織。

## 歴史

### 勧進相撲の始まり - 江戸時代
京都では文禄年間の頃から勧進相撲が行われてきたが、「古今相撲大全」では1644年（寛永21年・正保元年）に山城国愛宕郡田中村の住職が八幡宮再建の発願を立て、1645年（正保2年）に勧進相撲を京都・下鴨神社糺の森で興行したのが始まりとしている。その後、50年以上は勧進相撲の記録が確認できず、次に行われた事が確認出来たのは1701年（元禄13年）に同じく糺の森で行われた興行で、番付が残る最古のものである。
次第に許可が緩和されて営利目的の勧進相撲も始まり、京都・二条河原で毎年興行が開催されるようになった。この頃から年2回の定期的な興行へ変わり、江戸・大坂・京都の「三都（三ヶ津）」で相撲興行が行われ、京都が最も繁栄していた。木版刷りの古番付は1717（享保2年）のものが現存最古である。
のちに大坂相撲が大坂の商人の経済力を背景に享保年間から隆盛を極め、相撲の中心は大坂へ変わり、次いで京都となった。当時の江戸相撲は最も地位が低く、大坂や京都の力士が下って興行が行われてきたが、寛保年間以降は独自に強豪力士が出始め、宝暦年間には年寄制度など組織や制度が確立すると同時に京都相撲は地位が落ち、大坂や江戸の力士を迎えて合併相撲として興行を行うようになる。
この時代の京都・大坂の相撲番付では、上位が江戸相撲の力士で占められ、その下に大坂や京都の力士が置かれるようになっていた。そのため、京都・大坂の力士で上位の者は江戸に加入し、強豪力士となっていた。江戸に加入しない力士は下位のままであり、明治維新まで三役力士は一人もいないという状況であった。

### 明治時代
明治時代に入ると、東京相撲は雲龍久吉・不知火光右衛門・陣幕久五郎・梅ヶ谷藤太郎（初代）といった強豪力士により隆盛を極めたが、大坂相撲は内紛などで徐々に衰退していき、京都相撲は大坂よりさらに衰退し、頭取に侠客が加入する始末だった。1869年（明治2年）以降は京都相撲が独立興行となったものの、1874年（明治7年）以降は東京・大坂の力士を集めての合併興行でしか興行が打てなくなっていた。
その中で、東京相撲の大関だった大碇紋太郎が京都相撲に加入した。大碇は東京相撲の大関で押しの評価が高かったが、成績の低迷で関脇に陥落した後に脱走、京都相撲の大関となった。1899年（明治32年）に五条家から横綱免許が授与され、大碇が中心となって京都相撲は盛り返すかと思われたが、1910年（明治43年）にロンドンでの日英博覧会の開催で力士団を率いてイギリスへ渡航することとなり、1910年3月横浜を出港した。4か月間の博覧会で相撲を披露した後、力士団は現地解散となる。大半が帰国したが、大碇など一部が11月よりパリを振り出しにヨーロッパを巡業して歩いた。途中分裂もあり大碇らの一行は1913年（大正2年）に南米へ渡り、ヨーロッパ経由で3年3か月ぶりに京都へ戻った。京都相撲は帰国を待ち、凱旋興行を打つ予定で番付も作成していたがそれも出来ず、帰国した時には名前のみの存在となっていて消滅してしまった。
その後、京都相撲の残党は大正末期まで台湾など各地を巡業しており、その中には大阪相撲の大関（東京相撲の関脇で脱走、復帰を繰り返し引退）だった相生枩五郎も含まれていた。

## その他
- 明治初期には朝男山、鯨波、錣形、松ヶ枝、和歌浦、立田川、要石、小松崎、小野川、錦島、大纏、出水川、高瀬川、甲形、立浪、勇山、初島、木村寅吉、博多山、華ノ峰といった頭取と部屋があり500人の力士が在籍していた[5]。
- 鯨波、松ヶ枝、兜潟、出水川といった頭取名跡は代々受け継がれていた[6]。
- 頭取は土建業など力士出身者以外も多かった。
- 第16代横綱西ノ海や第28代横綱大錦、双葉山の師匠である緑嶌（のち立浪親方）、関脇響舛は初め京都相撲の門下であった。（西ノ海は1875年鯨波（ときのこえ）部屋、大錦は1898年伊呂波部屋、緑嶌は草風部屋、響舛は鯨波部屋の入門）
- のちに年寄稲川となった幕内國ヶ岩は京都相撲で大碇の渡英後、京都相撲最後の大関となり1914年東京相撲に加入し、幕内、十両と取り1919年に引退し、年寄となった。
- 末期の1907年には取締に矢ツ車、草風、頭取に松ヶ枝、錦島、宮錦、小松原、谷嵐、糺川、立田川、兜潟、四ツ車、羽根猫、要石であった。
- 番付版元は吉田七寶堂。
- 大碇のほかに京都相撲で横綱免許を受けた力士に磯風音治郎がいる[7]。（五条家免許）。

## 参考資料
- 『別冊相撲秋季号 国技相撲のすべて ベースボールマガジン社、1996年発行
- 『大相撲名力士100選』 小島貞二 秋田書店、1972年発行